# Rocketeer (chanson)
Pour l’article homonyme, voir Rocketeer.
Singles de Far East Movement
Like a G6
(2011) 2gether
(2011)
Singles par Ryan Tedder
Good Life
(2010) Calling (Lose My Mind)
(2012)
Rocketeer est une chanson du groupe américain Far East Movement en collaboration avec le chanteur américain Ryan Tedder membre du groupe OneRepublic. 2e single extrait du second album studio Free Wired (2010), la chanson est produite par Stereotypes et The Smeezingtons. Le single atteint la 7e place du classement américain Billboard Hot 100.

## Formats et liste des pistes
Single digital
1. "Rocketeer (feat. Ryan Tedder) – 3:31

Rocketeer Remixes
1. Rocketeer (Chew Fu Remix) - 5:34
2. Rocketeer (Frankmusik Remix) - 3:23
3. Rocketeer (DJ Enferno Remix) - 4:33
4. Rocketeer (Ruxpin Remix) - 4:39
5. Rocketeer (Z-Trip Afterburner Dub Remix) - 3:12
6. Rocketeer (DJ Spider & Mr. Best Remix) - 5:21

Rocketeer Live à Cherrytree House
1. Rocketeer (Live At Cherrytree House) [featuring Frankmusik] - 3:47

## Crédits et personnel
- Chanteur – Far East Movement, Ryan Tedder
- Producteurs – Stereotypes, The Smeezingtons
- Parolier / Compositeur  –  Bruno Mars, Philip Lawrence, Jae Choung, James Roh, Kevin Nishimura, Virman Coquia, Jonathan Yip, Jeremy Reeves, Ray Romulus
- Label : Cherrytree Records / Interscope Records

## Classement et certifications
| Classement (2010-2011)          | Meilleure position |
| ------------------------------- | ------------------ |
| Allemagne (Media Control AG)    | 40                 |
| Australie (ARIA)                | 14                 |
| Belgique (Flandre Ultratip 100) | 9                  |
| Belgique (Wallonie Ultratip 50) | 9                  |
| Canada (Hot 100)                | 22                 |
| Écosse (OCC)                    | 19                 |
| États-Unis (Hot 100)            | 7                  |
| États-Unis (Pop Airplay)        | 7                  |
| États-Unis (Rap Songs)          | 9                  |
| Japon (Japan Hot 100)           | 10                 |
| Nouvelle-Zélande (RMNZ)         | 4                  |
| Pays-Bas (Single Top 100)       | 47                 |
| Tchéquie (IFPI Rádio)           | 50                 |
| Royaume-Uni (UK Singles Chart)  | 14                 |
| Royaume-Uni (UK R&B Chart)      | 4                  |
| Slovaquie (IFPI Rádio)          | 11                 |

| Pays                     | Certification |
| ------------------------ | ------------- |
| Australie (ARIA)         | Platine       |
| Nouvelle-Zélande (RIANZ) | Or            |

| Classement (2011)            | Position |
| ---------------------------- | -------- |
| États-Unis Billboard Hot 100 | 58       |